# Radebeul
Radebeul ([rádebojl]) je velké okresní město v německé spolkové zemi Sasko v zemském okrese Míšeň. Leží na pravém břehu Labe, mezi řekou a viničnými svahy, při dálnici A4 a asi 9 km severozápadně od centra Drážďan. S počtem přibližně 34 tisíc obyvatel je nejlidnatější a nejhustěji obydlené město v míšeňském okrese a spolu s Pirnou, Freitalem a Míšní patří k největším centrům v drážďanské aglomeraci (Ballungsraum Dresden). Hustota obyvatelstva je po Lipsku, Drážďanech a Heidenau čtvrtá nejvyšší v Sasku.

## Historie
V oblasti současného města byla odkryta řada pravěkých sídlišť od mladšího neolitu, v 7. století oblast osídlili Slované, které po vybudování hradu v Míšni vytlačili pozvolna Sasové. V pozdním středověku zde vznikla řada vesnic, které se písemně připomínají od 13. a 14. století. V roce 1838 byl Radebeul připojen na železnici a během 19. století pod vlivem sousedních Drážďan vesnice rychle splynuly a roku 1924 byl Radebeul vyhlášen městem.

## Části města
- Alt-Radebeul
- Serkowitz
- Oberlößnitz
- Wahnsdorf
- Kötzschenbroda
- Fürstenhain
- Lindenau
- Naundorf
- Niederlößnitz
- Zitzschewig

## Doprava

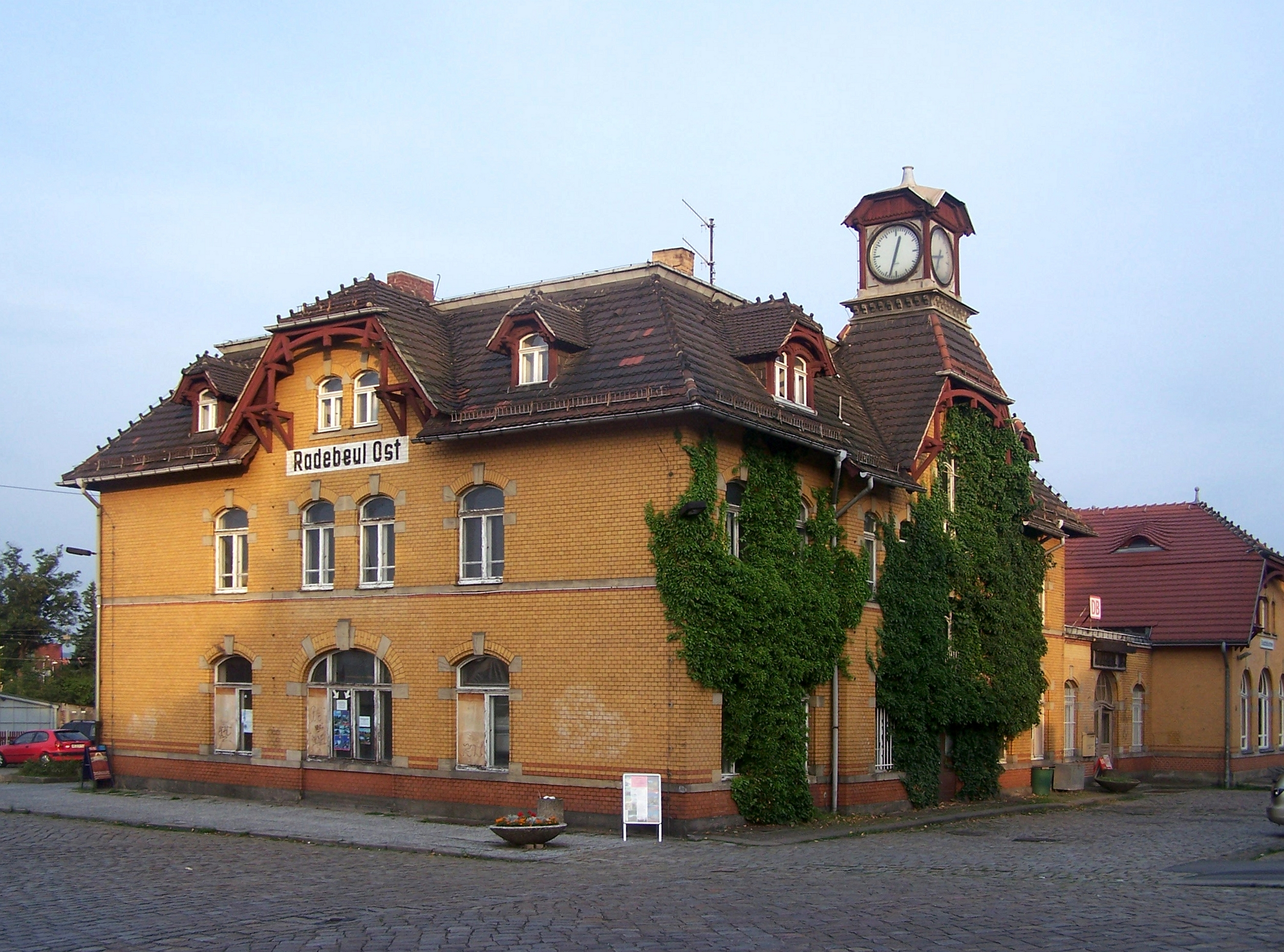
Železniční stanice Radebeul Ost

Radebeulem prochází dálnice A4 (Cáchy – Kolín nad Rýnem – Erfurt – Drážďany – Zhořelec), nejbližší sjezd je 3 km od hranice města.
Radebeulem prochází několik železničních tratí, které zde mají 4 nádraží a zastávky. Předměstská trať S1 Drážďany – Míšeň obsluhuje tři z nich. Město leží na nejstarší německé železniční trati Drážďany – Lipsko a mělo už roku 1838 spojení do Drážďan; spojení do Lipska bylo otevřeno o rok později. Turisté rádi cestují historickou úzkokolejnou tratí Radebeul-Ost – Moritzburg – Radeberg s parním provozem a historickými vagony, která vede malebným údolím říčky Lossnitz.

## Turistické zajímavosti
- Muzeum Karla Maye v jeho bývalém domě Villa Shatterhand (nedaleko nádraží Radebeul-Ost)
- Historická úzkokolejná železniční trať Radebeul-Ost – Moritzburg – Radeberg

## Osobnosti
- Karel May – ve městě zakoupil dům (Villa Shatterhand), zde zemřel a je zde pohřben
- Martin Andersen Nexø – dánský spisovatel, ve městě se v roce 1951 usadil
- Annegret Strauchová – bývalá německá veslařka, v Radebeulu se narodila
- Ernst Ziller – německý architekt, radebeulský rodák